# جبل الشيطان
جبل الشيطان: (بالفارسية: شيطان كوه) هو أشهر المعالم الطبيعية السياحية في مدينة لاهيجان بمحافظة كيلان شمال جمهورية إيران، حيث يقع في الناحية الشرقية للمدينة، وهو دائم الخضرة في جميع فصول السنة. ويُعتبَر جبل الشيطان امتداداً لسلسلة جبال ألبرز بعلو يبلغ 60 م فوق سطح البحر مع احتوائه على النباتات والأشجار المثمرة وغير المثمرة.

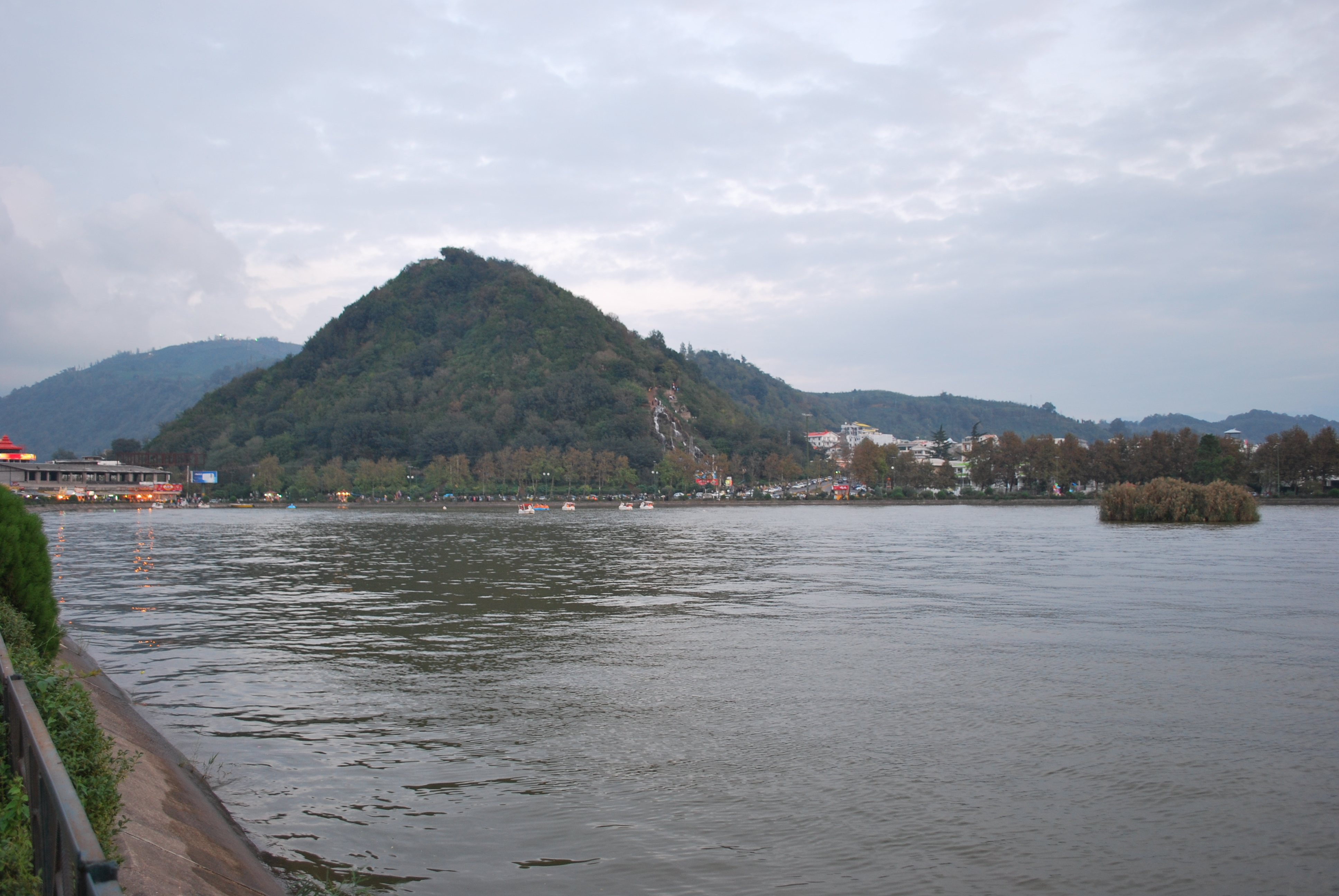
بحيرة وزربة الشيطان في مدينة لاهيجان شمال جمهورية إيران

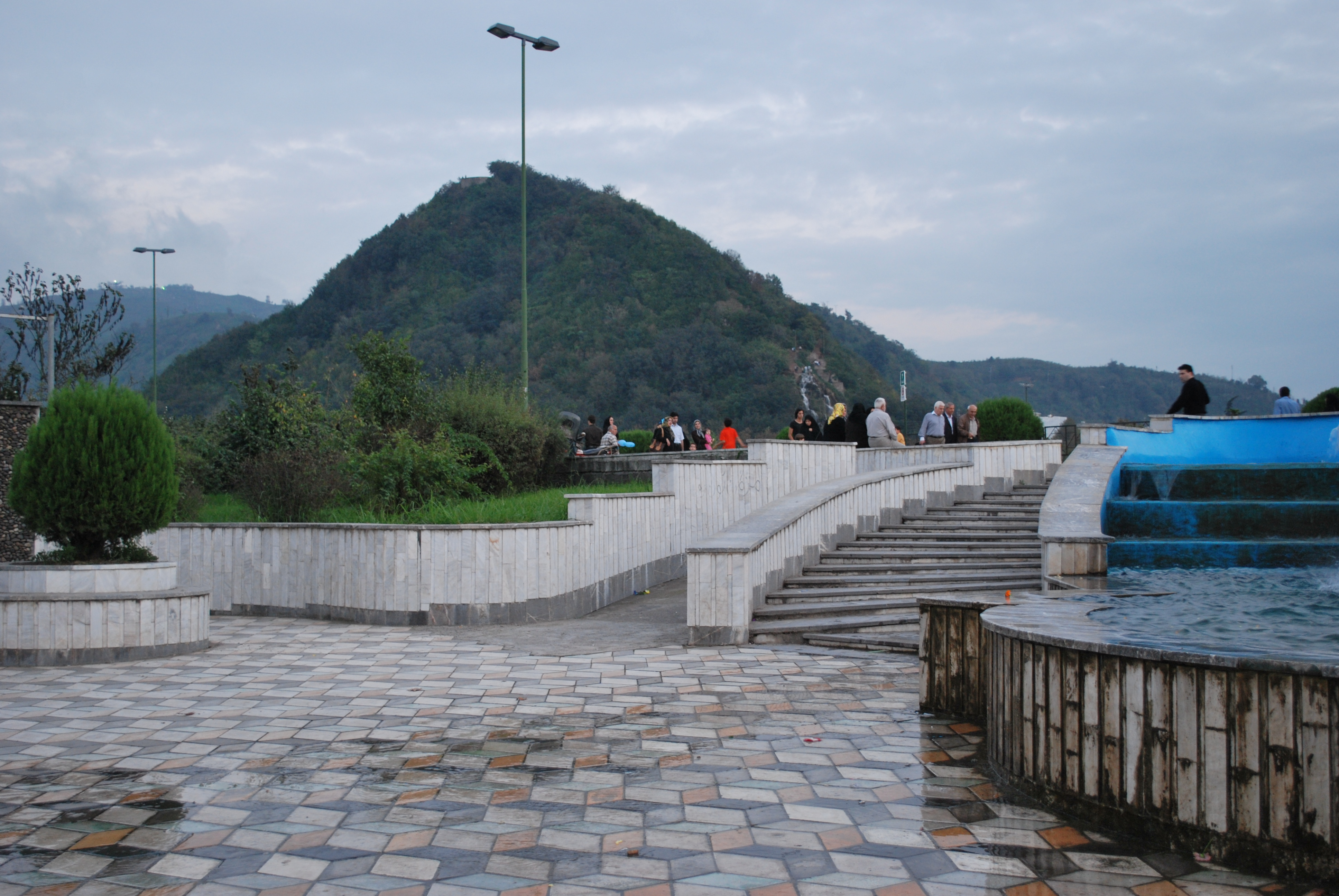
جبل وزربة الشيطان، أحد أبرز معالم الشمال الإيراني

## الموقع الجغرافي
يقع جبل الشيطان في مدينة لاهيجان شمال إيران، كما وتقع بدورها محافظة جيلان البالغ مساحتها 14711 كيلومترًا مربعًا بين سلسلة جبال ألبرز وتالش في شمال إيران. وتحدها من الغرب محافظة أردبيل ومن الشرق محافظة مازندران ومن الجنوب محافظة زنجان ومن الشمال جمهورية أذربيجان وبحر قزوين. ويفصل هذه المحافظة عن محافظة مازندران نهر (سفيد تمشك) الجاري في مدينتي تشابكسر ورامسر. ويعود تأريخ كيلان، وحسب الأبحاث وأعمال التنقيب الأثري، إلى فترة ما قبل العصر الجليدي الأخير أي ما قبل 50 و150 ألف سنة. وفي القرن السادس قبل الميلاد، قام أهالي كيلان وبالائتلاف مع الملك الأخميني المعروف كوروش بإسقاط نظام الحكم المادي القائم آنذاك.

## نظرة عامة عن الجبل
إن جبل الشيطان هو جزء من سلسلة جبال ألبرز الشهيرة. وان ما يميز هذا الجبل أنه يحاذي مركز مدينة لاهيجان مما زاد من أهميته فهو يشرف على ضواحيها ومن يتسلقه وينظر لما يحيط به يدرك عظمة الخالق وآثاره الإعجازية في الطبيعة الفريدة من نوعها. أسفل هذا الجبل الجميل يوجد حوض ماء كبير تبلغ مساحته الإجمالية 17 هكتارًا وفيه جزيرة خضراء صغيرة ترتبط بناحيته الجنوبية بواسطة جسر جميل وما زاد من روعة هذا الحوض أنه محاط بشارع في جميع ضفافه.
- يُذكَر ان محافظة كيلان بمركزية مدينة رشت هي أجمل محافظة في جمهورية إيران ومعظم نواحيها ما زالت بكراً لم تؤثر عليها التقنية الحديثة ولم تخضع للنشاطات البشرية ولا سيما جبالها الخضراء الشاهقة (كجبل الشيطان) وغاباتها الغناء المترامية الأطراف وأنهارها الجارية بأعذب المياه الصافية وأشجارها الشاهقة، وفيها تعانق سواحل البحر أروع السهول الخضراء وكل قطعة منها مفعمة بالحياة، فهي بقعة من جنة عدن على الأرض.

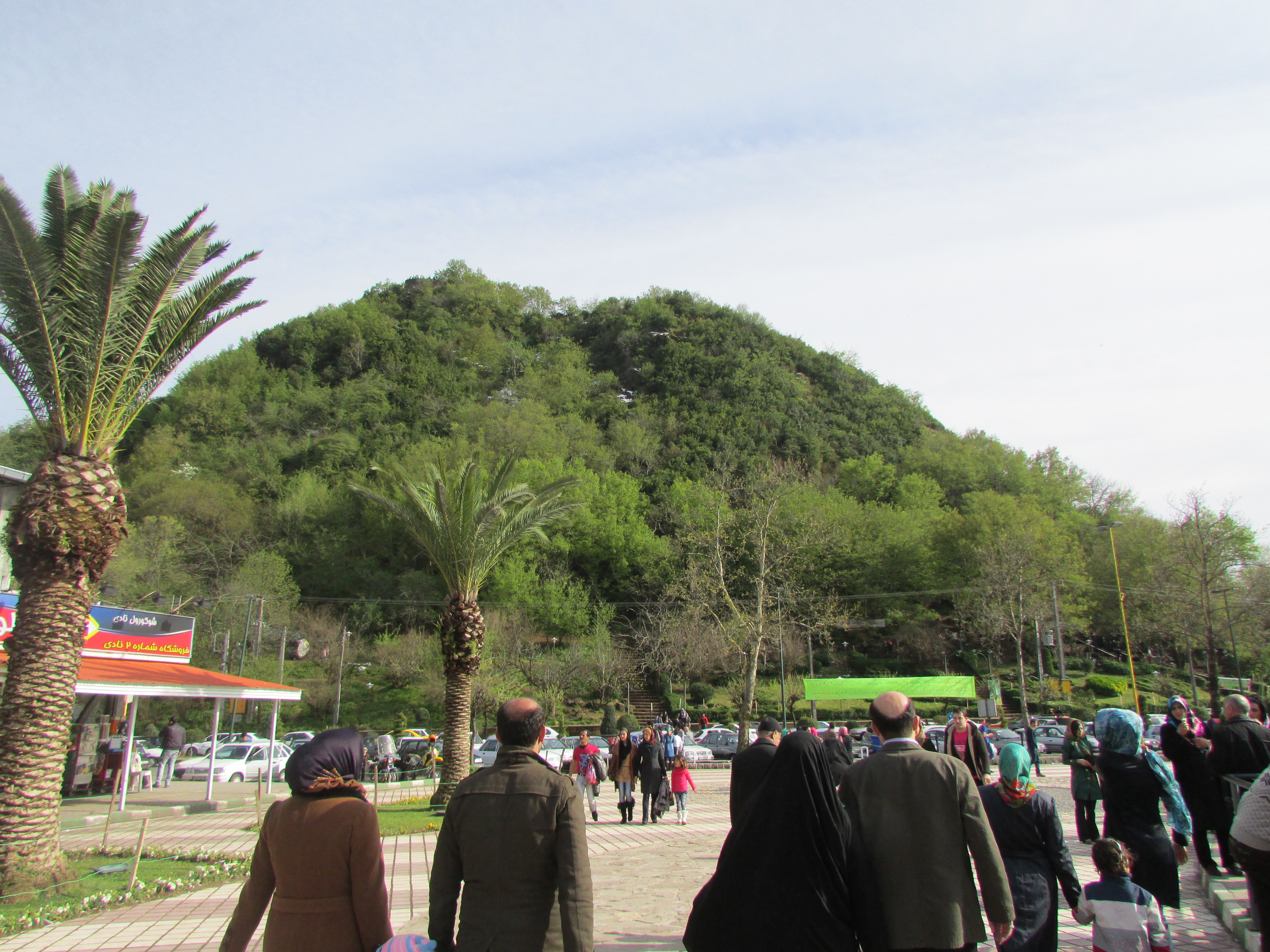
جبل الشيطان خلال أعياد النوروز في جمهورية إيران

## أهم معالم الجبل
إن من أهم معالم جبل الشيطان هو شلال لاهيجان والذي زاد من روعة هذا الجبل وأضفى عليه طلاوة خاصةً حيث ينبع من قلب هذا الجبل ثم يجري منحدراً إلى أسفله ومياهه متدفقة طوال أيام السنة لأن البلدية المحلية تضخ المياه له بواسطة مضخات ضخمة كي لا ينقطع سيلان مياهه، وإلى جانبه طريق مدرج يقود السائح إلى قمة الجبل ويبلغ عدد درجاته 750 درجة.

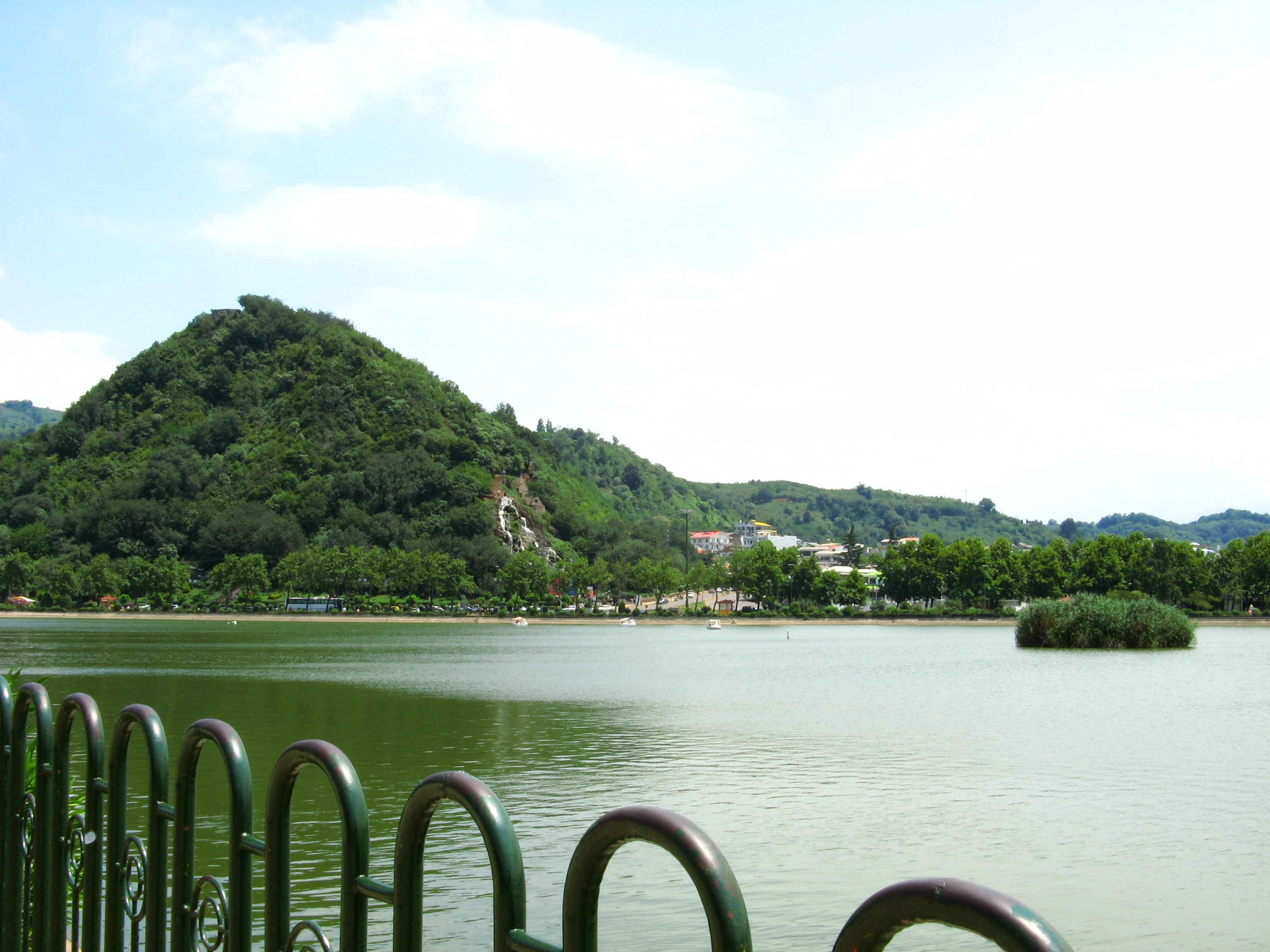
منظر لبحيرة وجبل شيطان كوه

## جذب الجبل ومعالمه للسياح من داخل إيران وخارجها
مدينة لاهيجان، هي إحدى أشهر المدن الخضراء والتراثية في إيران، فهي محفوفة بالجبال الخضراء الشاهقة والغابات المكتظة بالأشجار الجميلة، وأروع ما فيها جبل شيطان كوه الذي يبهر أنظار السائحين نظراً لروعته وجماله. وبصورة عامة فإن الطبيعة في مدينة لاهيجان فريدة من نوعها وكل بقعة منها يمكن أن توصف بأنها منطقة سياحية ولكن تجدر الإشارة هنا إلى حوضها الكبير والجبل المسمى «شيطان كوه» ومنطقة بام سبز والشلال الكبير والمتنزه الوطني وبحيرة أمير كلايه وحدائق الشاي الخضراء من أقصاها إلى أقصاها طوال العام ومتحف الشاي التاريخي وحمام كلشن وليست هذه الأماكن سوى غيض من فيض هذه المدينة الجميلة والتي يقصدها السياح من داخل إيران وخارجها. ومن المعالم السياحية الأخرى في مدينة لاهيجان هو التلفريك الذي يبلغ طوله 550 متر. ويوصل بين ما يسمى بام سبز  أي السقف الأخضر وقمة جبل تاج خروس وفيها محطتان للتوقف وخمسة أعمدة كبيرة وأعلا نقطة ارتفاع فيها تبلغ 350 متر عن سطح البحر وإلى جانبها متنزه مزود بجميع الخدمات السياحية وبما فيها مطاعم وغرف مسقفة لاستراحة العوائل ومتاجر متعددة.

## معرض الصور

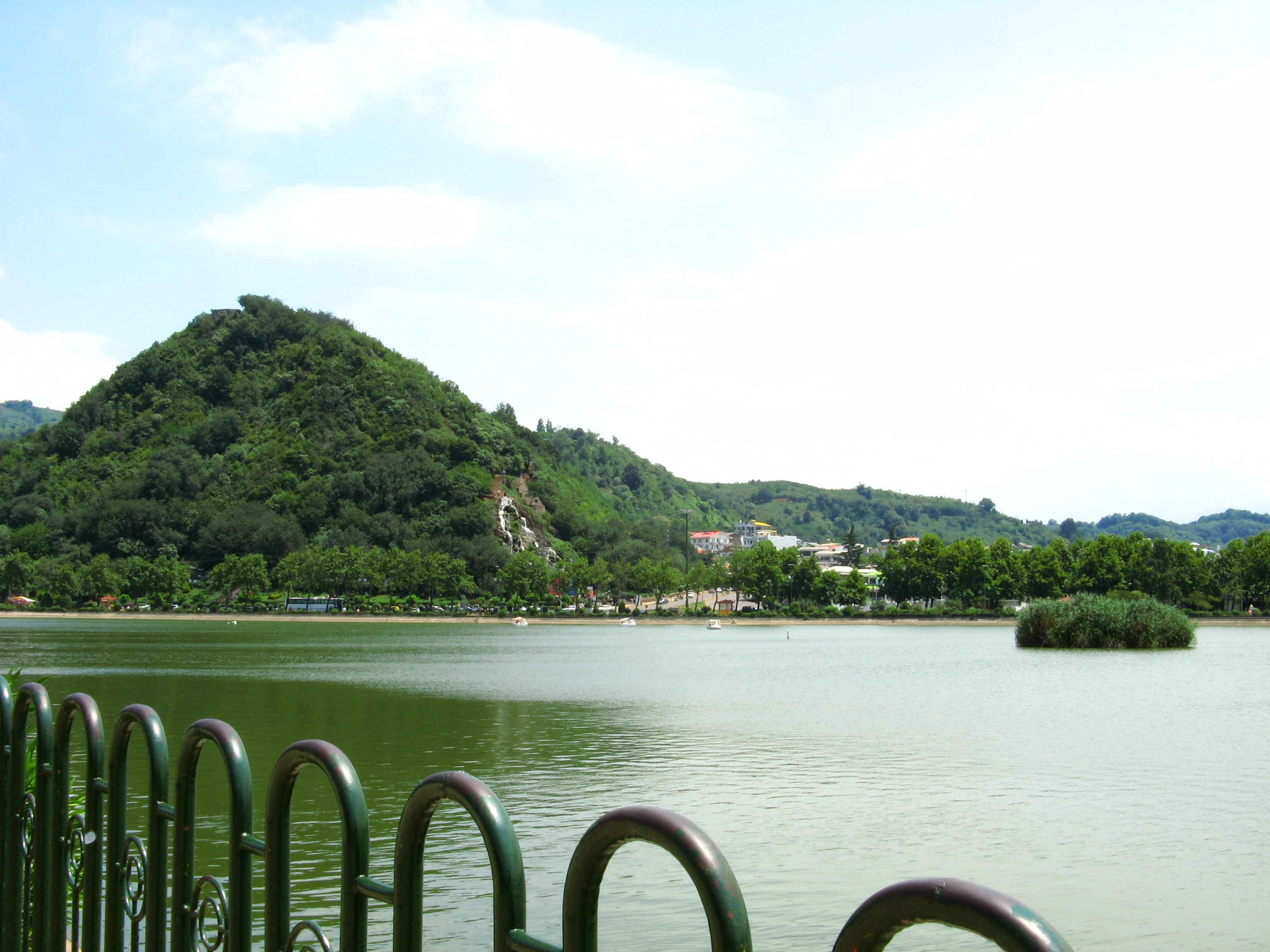
منظر لبحيرة وجبل شيطان كوه

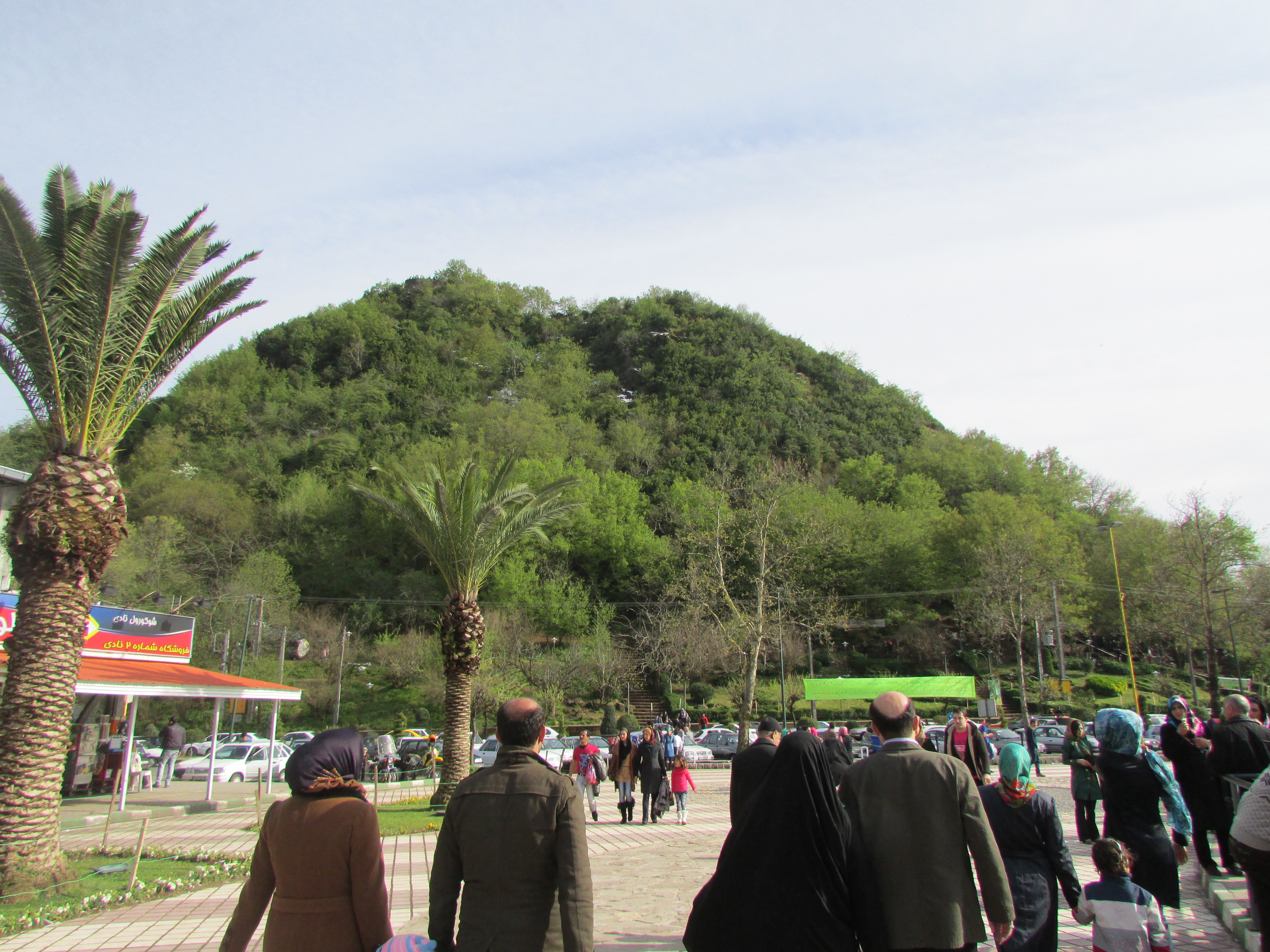
جبل الشيطان خلال أعياد النوروز في جمهورية إيران

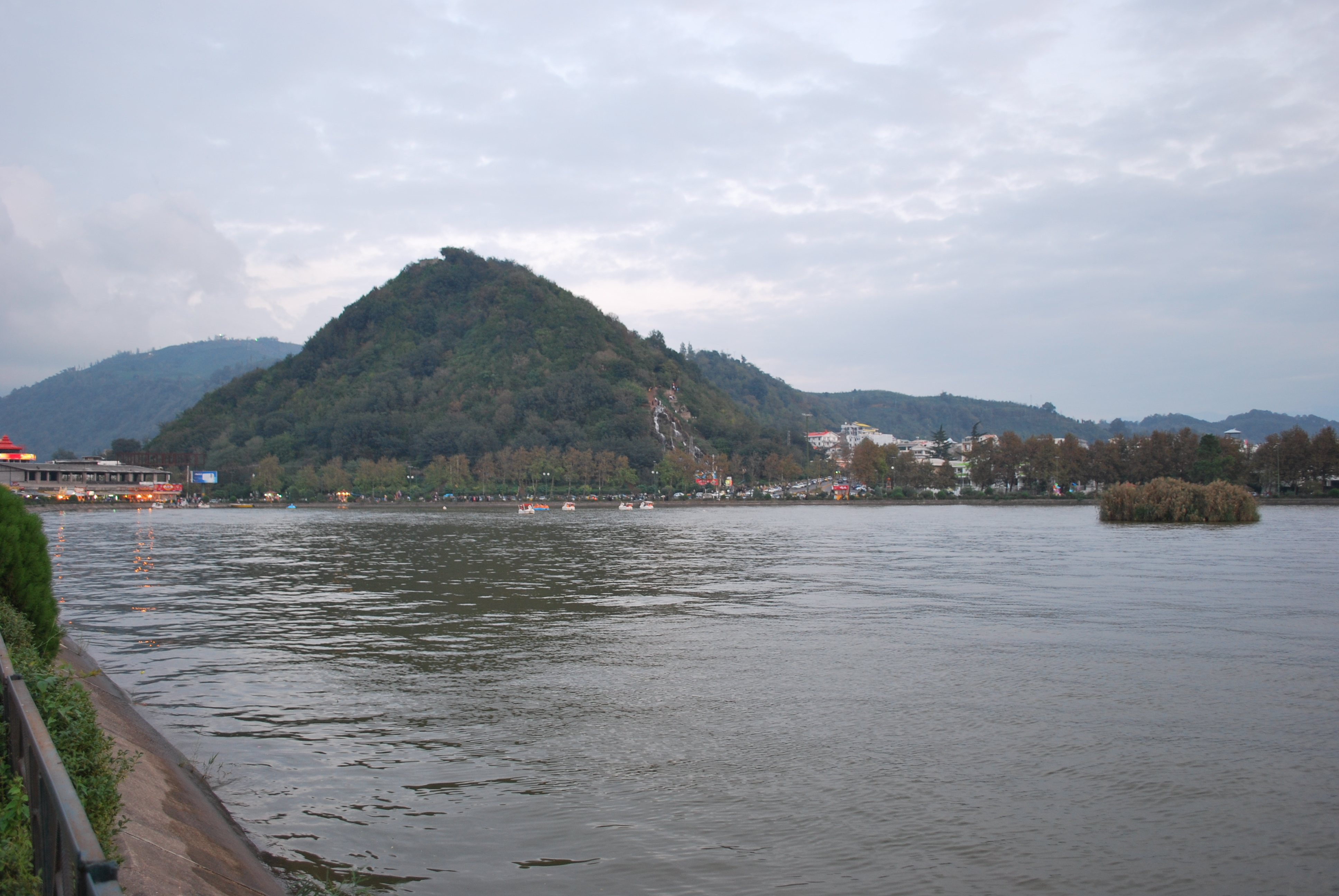
بحيرة وجبل الشيطان في مدينة لاهيجان شمال جمهوري إيران

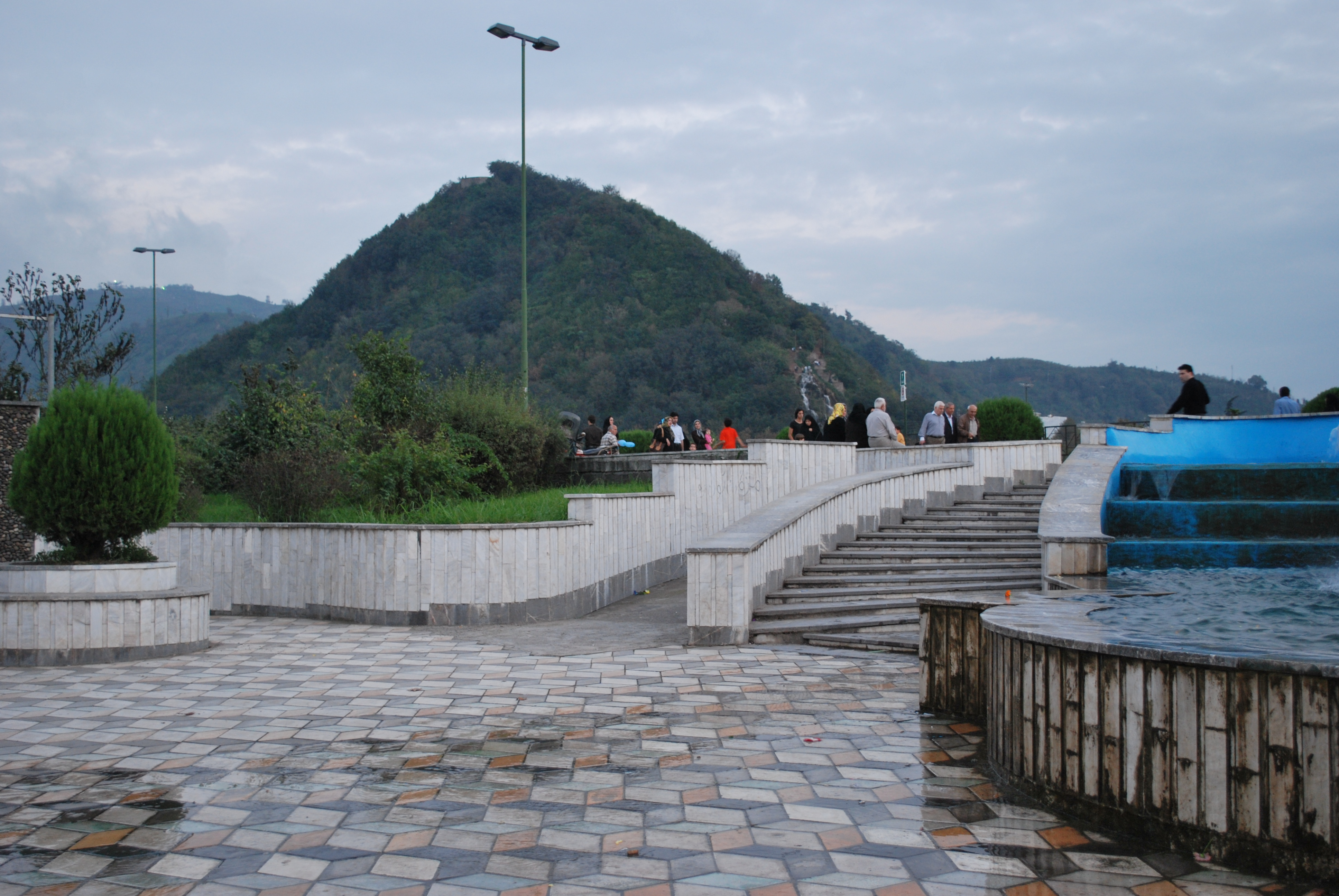
جبل الشيطان، أحد أبرز معالم الشمال الإيراني